# 模 (鑄造工具)
模，又稱母模、母範或範母，在鑄造金屬器（如：青銅器）過程中使用，是範的模型。

## 製作和使用方法
製模時，要選取一些常用的處理過的泥料，透過雕塑和焙燒而製成模樣。在模的輪廓，在外面覆蓋上另一種材料，再透過焙燒，就可以製成範，而製作出來的範就會有了模的輪廓。因其製作過程中，模在內而範在外，因而有內模外範的說法。範在透過模而成型後，就可被灌注溶化的金屬液體，繼而製成金屬器。
除非使用焚失法或失蠟法而使模在製作範的焙燒過程中消失，否則為方面範從模中脫離，範多為可分拆的組合範。透過組合範而鑄造金屬器，這種方法稱為合範法。

## 分類
按照模的材質，可以分為木模、泥模（包括陶模）、金屬模（包括銅模和鐵模）、焚失模（包括繩模）和蠟模等。按照模的形態，可以分為整體模、分塊模、活塊模和印模等。活塊模可形成局部器型或附件，而印模則可製作銘文或紋飾。